# Prohairesis
Prohairesis (altgriech. προαίρεσις prohaíresis ‚Wahl, Entscheidung‘, von πρό pro ‚vor‘ und αἵρεσις haíresis ‚Wahl, Auswahl, Anschauung, Schule‘) ist eine griechische Phrase und ein philosophischer Begriff aus der Nikomachischen Ethik des Aristoteles.
Aristoteles beschreibt in seiner Nikomachischen Ethik den Vorgang der προαίρεσις prohaíresis – also der Entscheidung – als einen eng mit dem Handeln verknüpften, denn als Handlung könne nur derjenige Akt bezeichnet werden, der durch eine ihm vorausgehende Entscheidung erst veranlasst wird.
„Der Ursprung des Handelns – d.h. die bewegende, nicht die Zweckursache – ist die prohairesis, und der Ursprung der prohairesis ist das Streben, und das Überlegen mit Blick auf den Zweck“ (Nikomachische Ethik VI.2, 1139a31-33).
In der Strebensethik, die sich an Aristoteles orientierte, stand nach Markus Riedenauer prohaíresis für die „Vollzugseinheit von Streben und Vernunft und darin Antwort auf das erscheinende Gute“.
In der philosophischen Auseinandersetzung mit den Begriffen Wollen und Urteilen finden sich vielfältige Anwendungen und Bedeutungen von prohaíresis, denen jeweils verschiedene Interpretationen der Nikomachischen Ethik zugrunde liegen. So interpretierte etwa Hannah Arendt prohaíresis als „choice in the sense of preference between alternatives for one – rather than another“. Hermann Vetter übersetzte diese arendtsche Deutung ins Deutsche mit die Wahl im Sinne des Vorziehens einer von mehreren Möglichkeiten.
Arendt verwendete diesen Begriff auch in einem Briefwechsel mit Martin Heidegger, wo sie schreibt:

„Ich habe Kant beim Willensproblem vorläufig ziemlich beiseite  gelassen; im Gegensatz zu Denken und Urteilen schien er mir da eher unergiebig. Nun werde ich mir dies alles noch einmal überlegen müssen. Ich bin davon ausgegangen, daß die griechische Antike weder den Willen noch das Freiheitsproblem (als Problem) gekannt hat. Ich fange also die eigentliche Erörterung zwar mit Aristoteles (prohairesis, προαίρεσις) an, aber nur um zu zeigen, wie sich bestimmte Phänomene darstellen, wenn der Wille als selbständiges Vermögen unbekannt ist, und gehe dann von Paulus, Epiktet, Augustin, Thomas zu Duns Scotus.“